# Slimminge församling
Slimminge församling var en församling i Lunds stift och i Skurups kommun. Församlingen uppgick 2002 i Villie församling.

## Administrativ historik
Slimminge församling har medeltida ursprung. 
Församlingen utgjorde till 1555 ett eget pastorat för att därefter till 1939 vara annexförsamling i pastoratet Everlöv och Slimminge för att därefter till 1962 åter utgöra ett eget pastorat. Från 1962 till 2002 var den annexförsamling i pastoratet Villie, Örsjö, Slimminge, Solberga och Katslösa. Församlingen uppgick 2002 i Villie församling.

## Kyrkor
- Slimminge kyrka